# 瑞那羅都

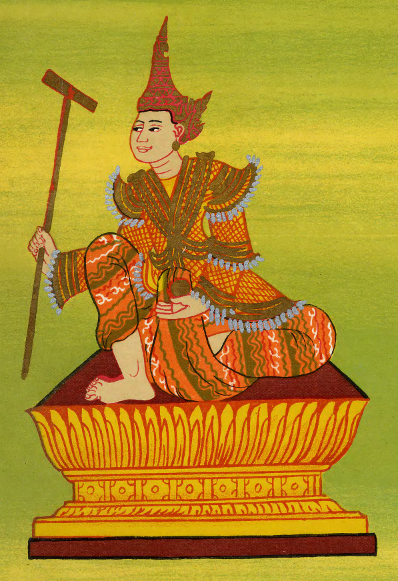
瑞那羅都

瑞那羅都（發音：[ʃwè nɔ̀jətʰà]）是37尊緬甸官方神靈之一，來源於兩個緬甸歷史人物。第一個來源是阿臘干國王阿奴律陀，阿奴律陀於1408年被勃固國王羅娑陀利處死。第二個來源是阿瓦國王梯訶都羅二世之子那羅都（နော်ရထာ）。1501年，那羅都派遣刺客試圖暗殺剛登基的阿瓦國王瑞難喬信，暗殺失敗了，那羅都被逮補，依緬甸王室慣例被溺死。瑞那羅都一般被描繪成單膝豎立手持馬球與球桿的坐姿男子。